# 施托尔珀 (路德维希斯卢斯特-帕尔希姆县)
施托尔珀（德語：Stolpe）是德国梅克伦堡-前波美拉尼亚州的市镇，隶属于路德维希斯卢斯特-帕尔希姆县，总面积为20.6平方千米，截至2020年总人口为333人。